# Katowickie Centrum Onkologii
Katowickie Centrum Onkologii (do 2016 roku jako Szpital im. Stanisława Leszczyńskiego w Katowicach) – wieloprofilowy szpital w Katowicach, w którego skład wchodzą dwa zespoły: dawny Szpital Miejski Nr 6 przy ul. Raciborskiej 27 w Śródmieściu oraz dawny Szpital Przemysłowy (Hutniczy) przy ul. Józefowskiej 119 w Wełnowcu-Józefowcu.
W szpitalu hospitalizuje się rocznie około 10 tys. osób, w tym 500 dzieci i 1000 noworodków. W poradniach konsultowanych jest 47 tys. pacjentów na rok.

## Historia

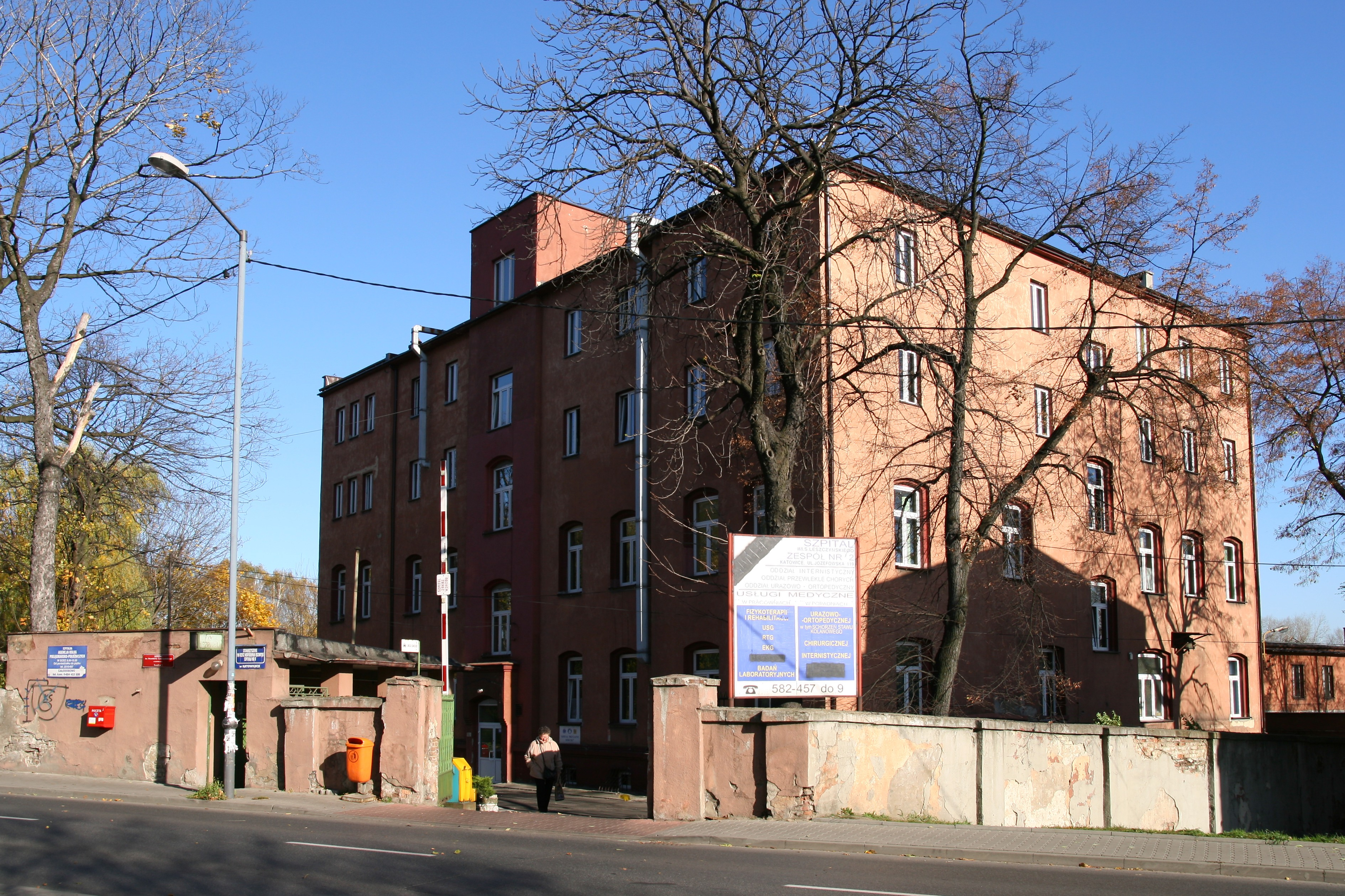
Budynek szpitalny przy ul. Józefowskiej 119 w Wełnowcu

Pierwszy szpital przy ul. Raciborskiej powstał w 1904 roku. Lekarzem naczelnym lecznicy miejskiej był wówczas dr Emanuel Glaser. Szpital ten liczył wówczas 120 łóżek. W dwóch budynkach znajdowały się oddziały: chirurgiczny z salą operacyjną, wewnętrzny i położniczo-ginekologiczny. W szpitalu było laboratorium chemiczno-bakteriologiczne, diagnostyczny aparat rentgena, sale dla psychicznie chorych oraz dla zakaźnie chorych. W wyposażeniu była kostnica i dezynfektor parowy. Na terenie szpitala była też kaplica i niewielki klasztor sióstr zakonnych ze zgromadzenia Służebniczek Maryi.
Szpital im. Stanisława Leszczyńskiego został utworzony Decyzją Wojewody Katowickiego Marka Kempskiego z 31 października 1998 roku. Połączono wówczas dawny Szpital Miejski Nr 6 leżący w dzielnicy Śródmieście ze Szpitalem Przemysłowym (Szpital Miejski Nr 8) przy ul. Józefowskiej 119 w dzielnicy Wełnowiec-Józefowiec.
W 2001 roku placówka medyczna zyskała tytuł „Szpitala Przyjaznego Dziecku”. W dniu 30 listopada 2012 roku otwarto Centralną Izbę Przyjęć oraz Pracownię Rezonansu Magnetycznego przy ul. Raciborskiej. Dnia 25 lutego 2016 roku o godz. 11:00 nastąpiło uroczyste otwarcie Pawilonu Operacyjnego oraz Pracowni Tomografii Komputerowej Katowickiego Centrum Onkologii.
W dniu 23 stycznia 2016 weszła w życie uchwała Sejmiku Województwa Śląskiego, zmieniająca nazwę placówki ze „Szpitala im. Stanisława Leszczyńskiego w Katowicach” na „Katowickie Centrum Onkologii”.

## Szpitalne oddziały
Szpital dysponuje następującymi oddziałami:
- Oddział Onkologiczny – Odcinek A
- Pododdział Chemioterapii Ambulatoryjnej – Odcinek B
- Oddział Radioterapii z Pododdziałem Chorób Wewnętrznych i Pododdziałem Gastroenterologii – Odcinek C
- Oddział Onkologiczny – Odcinek D
- Oddział Onkologiczny z Pododdziałem Chorób Wewnętrznych – Odcinek E i F
- Oddział Chirurgii Onkologicznej z Pododdziałem Chirurgii Naczyniowej
- Oddział Chorób Płuc
- Oddział Ginekologiczno-Położniczy z Pododdziałem Ginekologii Onkologicznej
- Oddział Neonatologiczny
- Oddział Anestezjologii i Intensywnej Terapii
- Oddział Leczenia Jednego Dnia
- Oddział Geriatryczny
- Zakład Radioterapii
- Centralna Izba Przyjęć
- Pododdział Chemioterapii Ambulatoryjnej – Odcinek B

## Poradnie specjalistyczne
W szpitalu otwarte są następujące poradnie
- Przyszpitalna Poradnia Specjalistyczna
- Poradnia Onkologiczna
- Poradnia Gastroenterologiczna
- Poradnia Diabetologiczna
- Poradnia Gruźlicy i Chorób Płuc
- Poradnia Ginekologiczno-Położnicza
- Poradnia Ginekologiczna dla Dziewcząt
- Poradnia Chirurgii Urazowo-Ortopedycznej
- Poradnia Dermatologiczna
- Poradnia Dermatologiczna dla Dzieci
- Poradnia Leczenia Bólu
- Poradnia Geriatryczna
- Poradnia Neonatologiczna
- Poradnia Preluksacyjna
- Poradnia Chirurgii Ogólnej – Zespół nr 1 i Zespół nr 2
- Poradnia Profilaktyki Chorób Piersi
- Poradnia Lekarza Podstawowej Opieki Zdrowotnej
- Poradnia Medycyny Pracy
- Profilaktyczne programy zdrowotne

## Pracownie specjalistyczne
W Katowickim Centrum Onkologii działają następujące pracownie:
- Pracownia Diagnostyki Laboratoryjnej
- Pracownia Diagnostyki Obrazowej
- Pracownia Mammografii
- Pracownia Endoskopii
- Pracownia Bronchoskopii
- Pracownia USG
- Pracownia EKG
- Pracownia Fizjoterapii